# Il signore e la signora Smith
Il signore e la signora Smith (Mr. & Mrs. Smith) è un film del 1941 diretto da Alfred Hitchcock. È l'unica screwball comedy diretta dal regista.

## Trama

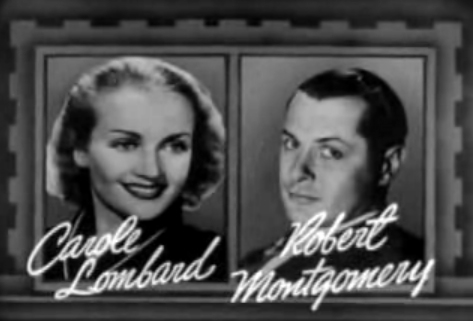
Carole Lombard e Robert Montgomery nel trailer

David e Ann Smith sono sposati felicemente da circa tre anni. Lui è un avvocato e lei un'intelligente ed indipendente giovane donna. I due coniugi hanno un sistema particolare per risolvere le crisi familiari: seguendo scrupolosamente un rigido decalogo che prevede, per esempio, che nessuno dei due si allontani da casa dopo un litigio, anzi, che marito e moglie si isolino dal resto del mondo e cerchino di risolvere insieme i loro problemi, affrontano le crisi e le superano brillantemente. A seguito di una di queste "terapie", che si era dilungata per qualche giorno, David Smith torna in ufficio, dove riceve la visita di un notaio (che in seguito incontra anche Ann). L'uomo gli rivela che, a causa di un vizio di forma, il loro matrimonio non è più valido e che quindi dovrebbero celebrarlo di nuovo.
Da questo momento il rapporto dei due "coniugi" si incrina, perché entrambi cercano di godersi la libertà degli scapoli, lontani dai vincoli matrimoniali, e frequentano diversi partner: David donne di dubbio gusto e Ann Jeff, prima compagno di college e ora socio d'affari del suo "ex-marito". Tuttavia, dopo un po', David fa di tutto per riconquistare Ann, diventando morboso ed odioso. La donna, nonostante sia molto gelosa di lui, fa di tutto per non mostrarlo, finché la storia si conclude felicemente.

## Soggetto
Il soggetto è tratto da una sceneggiatura che Norman Krasna aveva venduto alla RKO nel novembre 1939: una commedia sofisticata, la tipica commedia americana. I biografi affermano che il regista abbia voluto compiacere l'attrice e amica di famiglia Carole Lombard che gli suggerì questo soggetto chiedendogli di girare un film con lui. Con il suo caratteristico understatement, parlando del film con François Truffaut il regista inglese raccontava "Siccome non riuscivo a capire il genere di personaggi che c'erano in questo film, fotografavo le scene come erano state scritte". In realtà il film è molto più personale e "Hitchockiano" di quanto risulti dalle sue parole.

## Produzione
Il film fu prodotto da Harry E. Edington, produttore esecutivo RKO, a cui Selznick aveva temporaneamente ceduto il regista per la realizzazione di due film, dal settembre 1940.
Le riprese iniziarono il 5 settembre e continuarono fino al 2 novembre 1940. Hitchcock si impegnò a ridurre le spese, dopo gli alti costi del film precedente Il prigioniero di Amsterdam. La prima si ebbe il 31 gennaio 1941.

## Critica
Il film ebbe molto successo: un gruppo di spettatori lo proclamò insieme con Rebecca, la prima moglie e Il prigioniero di Amsterdam uno dei migliori film dell'anno e per i primi nove giorni di proiezioni si registrò il tutto esaurito.

## Temi
Il regista affronta il tema del rapporto di coppia, presente in molti suoi film. Il precedente più diretto è  Ricco e strano. 
L'abitudine logora i sentimenti, l'indissolubilità coniugale si incrina nella gelosia e nei sospetti di tradimento.
Con autoironia Hitchcock fa riferimenti anche alla propria esperienza personale. Quando il marito dice alla moglie: «Ti ricordi come sei stata male sulla nave per Albany?» allude alla propria proposta di matrimonio ad Alma, fatta quindici anni prima, quando, su una nave che li riportava dalla Germania in Inghilterra, Alma era in preda al mal di mare.
Appaiono anche i temi della vertigine e della paura del vuoto nella scena della fiera mondiale di New York, quando la protagonista e il suo accompagnatore rimangono intrappolati su una ruota panoramica. Il tema della trappola e dell'intrappolamento è costante nel cinema dell'autore: sia David sia Ann, nel corso della vicenda, si ritrovano incastrati in situazioni da cui sembra impossibile fuggire e da cui si sottraggono in maniera rocambolesca (si veda per tutti il modo in cui David riesce a "evadere" dalla molesta compagnia con cui a un certo punto si ritrova a cena). Il film è anche la dimostrazione plastica di quanto scritto da François Truffaut: "Nel cinema di Hitchcock (...)  tutte le scene d'amore erano girate come scene d'omicidio e tutte le scene d'omicidio come scene d'amore".

## Umorismo
L'umorismo trapela in molte scene:
- La scena in cui si riuniscono nel bagno dell'ufficio i tre Custer per una discussione privata. La loro discussione è disturbata dal rumore di uno sciacquone. Il Production Code era molto severo e non permetteva di mostrare sullo schermo immagini sconvenienti. Hitchcock aggirò l'ostacolo distorcendo il suono in modo da renderlo poco riconoscibile.
- Nella cena per l'anniversario del matrimonio la coppia cerca di ricreare la magica atmosfera dei primi incontri ma tutto va storto: lei è ingrassata e non entra più nel vestito di allora, il ristorante ha cambiato gestione, l'accoglienza del nuovo proprietario è ostile, l'ambiente sporco e trascurato, il piatto da loro preferito è cucinato in modo immangiabile.
- Gli ex scelgono lo stesso locale per stare con i rispettivi nuovi partner e comicamente cercano di farsi ingelosire a vicenda
- Nell'immagine di chiusura vediamo gli sci ai piedi della protagonista drizzarsi come fossero un paravento tra la macchina da presa e il bacio che scambia col marito.

## Tecnica cinematografica
Il film è una prova di regia soggettiva. Tutte le scene sono girate da un punto di vista soggettivo, fin dal prologo, che è così descritto da Rohmer e Chabrol:
«Una lenta carrellata-panoramica descrive una stanza in disordine: vestiti e oggetti vari sono sparsi alla rinfusa sul pavimento, nei mobili. La macchina da presa sosta un istante di fronte al letto: emerge una chioma di capelli femminile. La macchina continua ad avanzare: appare un occhio, poi il volto di Carole Lombard…la lentezza di questo primo piano esprime una specie d'inquietudine…la stessa inquadratura potrebbe benissimo apparire in un film di suspense…  siamo complici dei personaggi»